# Plaza de Armas de Tumbes

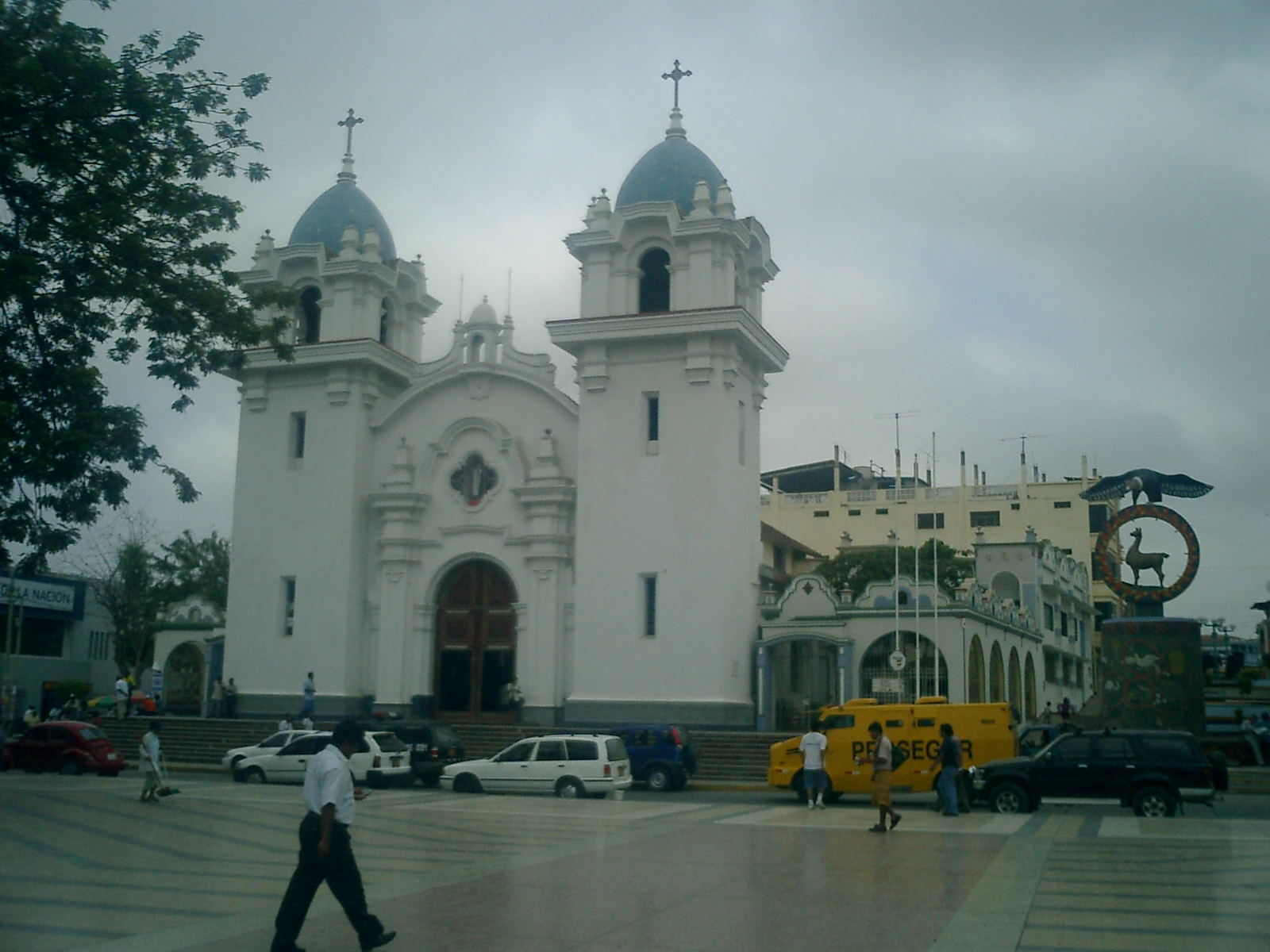
Catedral de Tumbes en la Plaza de Armas

La Plaza de armas de Tumbes es una plaza ubicada en la ciudad de Tumbes. Allí se encuentra la Catedral de Tumbes. Tiene una concha acústica decorada con mosaicos coloridos.
La concha acústica tiene 12,35 metros de altura y 15,30 de ancho revestida de mosaicos con motivos alusivos a la riqueza natural y la historia de Tumbes. El mosaico es denominado el Encuentro de dos mundos, en el centro, se aprecia la alusión al cacique Chilimasa, quien opuso resistencia a los españoles. La escultura del cacique es obra del artista peruano Víctor Delfín.
En la plaza alberga árboles de la especie kingelia pinnata llamados por los locales matacojudos. Alrededor de la plaza se encuentra el palacio municipal, la biblioteca municipal y casonas coloniales.